# Melanagromyza cunctanoides
Melanagromyza cunctanoides este o specie de muște din genul Melanagromyza, familia Agromyzidae, descrisă de Blanchard în anul 1954. Conform Catalogue of Life specia Melanagromyza cunctanoides nu are subspecii cunoscute.